# Together
Together, musikalbum av Country Joe and the Fish, utgivet av Vanguard Records år 1968. På gruppens två föregående album präglades musiken av orgelpsykedelia och Country Joe McDonalds och Barry Meltons låtskrivande. På det här albumet har resten av medlemmarna i gruppen fått mer utrymme för sina idéer. Inte långt efter att detta album släppts splittrades originaluppsättningen av gruppen. Albumet var gruppens bäst säljande album och nådde plats #23 på billboards popalbumlista.

## Låtlista
1. "Rock and Soul Music"  (Barthol/Cohen/Hirsh/McDonald/Melton) - 6:51
2. "Susan"  (Hirsh) - 3:28
3. "Mojo Navigator"  (Denson/McDonald/Melton) - 2:24
4. "Bright Suburban Mr. & Mrs. Clean Machine"  (Hirsh/Melton) - 2:19
5. "Good Guys-Bad Guys Cheer-The Streets of Your Town"  (Melton) - 3:39
6. "The Fish Moan" - :27
7. "The Harlem Song"  (McDonald) - 4:20
8. "Waltzing in the Moonlight"  (Hirsh/Melton) - 2:13
9. "Away Bounce My Bubbles"  (Hirsh) - 2:25
10. "Cetacean"  (Barthol) - 3:38
11. "An Untitled Protest"  (McDonald) - 2:45